# Зариньш, Янис (скульптор)
Я́нис Петро́вич За́риньш (латыш. Jānis Zariņš; 12 мая 1913 — 18 января 2000) — латвийский и советский скульптор. Народный художник Латвийской ССР (1988). Лауреат Ленинской премии (1970).

## Биография
Янис Зариньш родился 12 мая 1913 года в небольшом городе Руйена (Рюиель) (ныне Латвия).
Окончил Латвийскую художественную академию (мастерская Карлиса Зале, 1942), учился в Мастерской художественной керамики Вилиса Васариньша (1942—1944). Выставляться начал с 1938 года. Монументалист, автор многих памятников советского периода. Член СХ Латвийской ССР с 1950 года.

## Награды и звания
- народный художник Латвийской ССР (1988)
- премия СХ СССР (1958)
- Ленинская премия (1970) — за участие в создании мемориала в Саласпилсе
- Государственная премия ЛатССР (1959)

## Основные работы
Монументальная скульптура: памятник 11 расстрелянным комсомольцам (Валмиера, 1949), памятник Я. Фабрициусу (Вентспилс, 1954), памятник участникам Революции 1905 года (Стопини, 1962), памятник «Скорбящая мать» в Лудзе (1963), монумент в память о революционерах, жертвах карательной экспедиции в годы Первой русской революции (1905—1907) в Улброке. Зариньш — один из авторов скульптурной композиции Саласпилсского мемориального ансамбля, автор демонтированных памятников Ленину в Руйене, Гулбене и Вентспилсе, памятный камень Райнису и Аспазии (Слободской, 1988), памятник А. Пумпуру (Пиебалга, 1989).
Портреты: дирижёр А. Мелбардис (1958), писатель Р. Блауманис (1970).
Мемориальная скульптура: надгробные памятники Я. Межулису (1961), В. Крастиньшу (1965), К. Барону (1985), Ф. Бривземниеку (1986).
Врачу Я. Межулиму (1961), дирижеру A. Мелбардину (1965), В. Крастинаму (1965) — все на Лесном кладбище.
Станковая скульптура: «Утро» (1958), «Кукурузница» (1963), «Любовь» (1971).